# Tintin Anderzon
Anna Catharina Tintin Anderzon (Järfälla, 29 de abril de 1964) es una actriz sueca, hija de la actriz Kim Anderzon. Protagonizó la película de terror sueca Marianne (2011) y tuvo otros papeles destacados en cine y en televisión en su país. Hizo su debut en el cine en 1995 con la película En på miljonen.

## Filmografía
- 2011 – Marianne
- 2010 – Sector 236 - Thor's Wrath
- 2004 – Håkan Bråkan & Josef
- 2003 – Håkan Bråkan
- 2000 – Före stormen
- 1999 – En häxa i familjen
- 1999 – Stjärnsystrar
- 1997 – Tic Tac
- 1997 – Adam & Eva
- 1995 – En på miljonen